# Segunda Batalha do Kosovo
A Segunda Batalha do Kosovo (em húngaro: második rigómezei csata, em turco: İkinci Kosova Muharebesi) foi uma batalha terrestre entre um exército cruzado liderado pela Hungria e o Império Otomano no campo do Kosovo que ocorreu de 17 a 20 de outubro de 1448. Foi o culminar de uma ofensiva húngara para vingar a derrota em Varna, quatro anos antes. Na batalha de três dias, o exército otomano sob o comando do sultão Murad II derrotou o exército cruzado do regente João Hunyadi.
Depois dessa batalha, o caminho estava aberto para os turcos conquistarem a Sérvia e os outros Estados dos Bálcãs, também acabou com qualquer esperança de salvar Constantinopla. O reino húngaro não tinha mais recursos militares e financeiros para montar uma ofensiva contra os otomanos. Com o fim da ameaça cruzada de meio século à sua fronteira europeia, o filho de Murad, Mehmed II, foi livre para sitiar Constantinopla em 1453.